# Luci Marci Filip (cònsol 56 aC)
Luci Marci Filip (en llatí: Lucius Marcius L. F. Q. N. Philippus) va ser un magistrat romà. Era fill de Lucius Marcius Q. F. Q. N. Philippus. Formava part de la gens Màrcia d'origen plebeu.
Se suposa que va ser pretor l'any 60 aC, ja que el 59 aC era propretor de Síria. Va ser elegit cònsol romà l'any 56 aC amb Gneu Corneli Lèntul Marcel·lí.
Estava emparentat amb la família Júlia: a la mort de Gai Octavi, el pare d'August, Filip es va casar amb la seva vídua Àtia, filla de Júlia Menor (germana de Juli Cèsar) i, per tant, es va convertir en padrastre d'Octavi (August). Segons Ovidi es va casar amb una germana de la mare d'Octavi i s'ha suposat que es va casar amb les dues germanes successivament, ja que l'enllaç amb la primera no presenta cap dubte.
Tot i el seu parentiu amb la família de Cèsar, va restar neutral a les guerres civils l'any 49 aC i després del 44 aC. Encara que no va donar suport a Juli Cèsar, quan aquest va triomfar li va continuar mostrant gran estimació i amistat. Va ser també amic de Ciceró, que no el menciona amb freqüència, i l'anomena irònicament fill d'Amintes, fent referència al seu nom Filip. L'any 44 aC, després de la mort de Cèsar, va intentar, segurament per timidesa, que el seu fillastre Octavi no acceptés l'herència del seu oncle. Quan Marc Antoni i el senat van arribar a una ruptura, va ser enviat com a ambaixador a Mutina on era Marc Antoni. Ciceró el va acusar de què, tot i anar com a ambaixador del senat, va fer peticions abusives a Marc Antoni.
Va viure fins avançada edat i va veure la pujada a l'imperi del seu fillastre. Va dedicar un temple a Hèrcules i un a les Muses, aquest darrer erigit abans per Marc Fulvi Nobilior I (cònsol 189 aC) on va construir una columnata coneguda com a pòrtic de Filip (Porticus Philippi).
Va deixar dos fills: Lucius Marcius L. F. L. N. Philippus i una filla de nom Màrcia que va ser la segona dona de Cató d'Útica.